# ميليسا بويرمان
ميليسا بويرمان (بالهولندية: Melissa Bowerman)‏ هي لغوية وعالمة نفس هولندية، ولدت في 3 أبريل 1942، وتوفيت في 31 أكتوبر 2011.